# بلیناتومومب
بلیناتومومَب (انگلیسی: Blinatumomab) با نام تجاری بلین‌سایتو (انگلیسی: Blincyto) یا بلینا یک زیست‌دارو است که به‌عنوان خط دوم درمان بیماران مبتلا به لوسمی حاد لنفاوی مقاوم که فاقد کروموزوم فیلادلفیا هستند، به‌کار می‌رود. این دارو متعلق به پادتن‌های مونوکلونال به‌کارگیرنده دومیزبانه لنفوسیت تی یا به اختصار «بایتز» (BiTEs) است که به‌طور انتخابی عمل می‌کنند و سیستم ایمنی بدن انسان را برای مقابله با سلول‌های سرطانی هدایت می‌کنند. بلیناتومومب به‌طور خاص آنتی‌ژن CD19 موجود در سلول‌های B را هدف قرار می‌دهد. سازمان غذا و داروی آمریکا در دسامبر ۲۰۱۴، این دارو را طی برنامهٔ «بررسی و تأیید تسریع‌شده» خود، تأیید کرد. اعطای مجوز بازاریابی، به نتیجهٔ کارآزمایی‌های بالینی که در زمان تأیید در حال انجام بودند، موکول شد.
بلیناتومومَب به صورت تزریق آهستهٔ وریدی به مدتِ ۲۸ روزِ متوالی در هر سیکلِ درمانی تجویز می‌شود. دوز دارو به وزن واقعی بدن بیمار بستگی دارد. بیماران با وزن بیش از ۴۵ کیلوگرم باید دوزهای ثابت دریافت کنند در حالی که بیماران با وزن کمتر از ۴۵ کیلوگرم باید بر اساس سطح بدن خود داریو دریافت کنند.

## موارد مصرف
بلیناتومومَب در آغاز برای درمان لوسمی لنفوبلاستیک حاد مقاوم‌به‌درمان یا عودکننده در سلول‌های پیش‌ساز لنفوسیت B که فاقد درمان کروموزوم فیلادلفیا هستند - هم در بزرگسالان و هم در کودکان - تأیید شد. سازمان غذا و داروی آمریکا این دارو را برای لوسمی حاد لنفوبلاستیک پیش‌ساز لنفوسیت بی (ALL) در دوران پسرفت کامل اول یا دوم با «حداقل بیماریِ باقی‌مانده» (Minimal Residual Disease) بیشتر یا مساوی ۰٫۱ درصد و همچنین لوسمی حاد لنفاوی مقاوم‌به‌درمان یا عودکننده در سلول‌های پیش‌ساز B تأیید کرده‌است.

## نحوه عملکرد دارو
بلیناتومومَب یک داروی به‌کارگیرنده دومیزبانه لنفوسیت تی یا به اختصار «بایتز» (BiTEs) است و لنفوسیت‌های T بیمار را قادر می‌سازد تا لنفوسیت‌های B بدخیم و سرطانی را تشخیص دهند. یک مولکول از بلیناتومومَب، دو محل اتصال جداگانه روی دو گیرنده مختلف دارد: یک جایگاه CD3 بر روی لنفوسیت‌های T و یک جایگاه CD19 بر روی لنفوسیت‌های B سرطانی. CD3 بخشی از گیرنده لنفوسیت T است. در واقع این دارو، با پیوند دادن این دو نوع سلول و فعال کردن لنفوسیت T جهت تخریب سلول‌های سرطانی عمل خود را انجام می‌دهد. CD3 و CD19، هم در بدن بیماران خردسال و هم در بزرگسالان تولید می‌شوند و بلیناتومومَب را به یک گزینه درمانی بالقوه برای کودکان و بزرگسالان مبتلا به این سرطان تبدیل می‌کنند.

بلیناتومومَب در حال اتصال یک لنفوسیت T به یک لنفوسیت B دچار سرطان.

## هزینهٔ درمان
هنگامی که بلیناتومومَب تأیید شد، امژن اعلام کرد که قیمت این دارو ۱۷۸٬۰۰۰ دلار آمریکا در سال خواهد بود که آن را به گران‌ترین داروی سرطان در بازار تبدیل کرد. قیمت پمبرولیزومب شرکت داروسازیِ مِرک در زمان عرضه (در سپتامبر ۲۰۱۴) ۱۵۰٬۰۰۰ دلار در سال بود. در زمان تأیید اولیه، تنها حدود ۱٬۰۰۰ بیمار در ایالات متحده شرایط استفاده از بلیناتومومَب بودند.
پیتر باخ، مدیر «مرکز سیاست‌گذاری سلامت و پیامدها» در مرکز مرکز سرطان مموریال اسلون–کترینگ تخمین زد که با توجه به «قیمت‌گذاری مبتنی بر ارزش»، با فرض اینکه ارزش یک سال زندگی ۱۲۱٬۰۰۰ دلار آمریکا با احتساب ۱۵٪ «تخفیف ضرر بدنی» باشد؛ قیمت فروش بلیناتومومَب باید ۱۲٬۶۱۲ دلار آمریکا در ماه باشد؛ در حالی که قیمت عرضه‌شده در بازار ۶۴٬۲۶۰ دلار در ماه بود. یکی از نمایندگان امژن گفت: «قیمت این دارو منعکس کننده ارزش بالینی، اقتصادی و انسانی قابل توجه محصول برای بیماران و سیستم مراقبت‌های بهداشتی است. قیمت همچنین نشان دهنده پیچیدگی توسعه، تولید و عرضه مطمئن داروهای بیولوژیکیِ نوآورانه است.»